# Bulla (stolica tytularna)
Bulla (łac. Diœcesis Bullensis) – stolica historycznej diecezji w Cesarstwie Rzymskim (prowincja Africa Proconsularis), współcześnie w Tunezji. Pierwszym wzmiankowanym biskupem był Therapius (2. poł. III w.). W 1933 ustanowiona katolickim biskupstwem tytularnym.

## Biskupi tytularni
| Lp. | Biskup                              | Od               | Do                |
| --- | ----------------------------------- | ---------------- | ----------------- |
| 1   | Merlin Guilfoyle                    | 24 sierpnia 1950 | 12 listopada 1969 |
| 2   | Federico Madersbacher Gasteiger OFM | 9 kwietnia 1970  | 3 listopada 1994  |
| 3   | William Lori                        | 28 lutego 1995   | 23 stycznia 2001  |
| 4   | Percival Joseph Fernandez           | 13 marca 2001    |                   |